# Cyathea ponapeana
Cyathea ponapeana là một loài dương xỉ trong họ Cyatheaceae. Loài này được Glassman mô tả khoa học đầu tiên năm 1952.
Danh pháp khoa học của loài này chưa được làm sáng tỏ. 